# Strobilanthes pierrei
Strobilanthes pierrei är en akantusväxtart som beskrevs av Raymond Benoist. Strobilanthes pierrei ingår i släktet Strobilanthes och familjen akantusväxter. Inga underarter finns listade i Catalogue of Life.